# دریاچه قارون

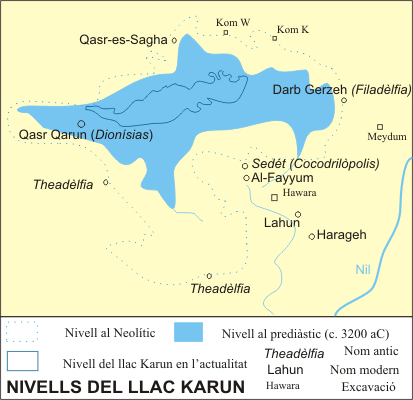
دریاچه قارون.

دریاچه قارون (یونانی باستان: Μοἵρις) دریاچه‌ای است در شمال غرب وادی فیوم در مصر، در ۸۰ کیلومتری جنوب غرب قاهره. در دوره پیش از تاریخ، این دریاچه یک دریاچه آب شیرین به مساحتی بین ۱۲۷۰ تا ۱۷۰۰ کیلومتر مربع بود اما امروزه مساحت آن تنها ۲۰۲ کیلومتر مربع است و به آن برکه قارون هم می‌گویند. سطح آب این دریاچه ۴۳ متر پایین‌تر از سطح دریاهای آزاد است.
این دریاچه حاوی ماهی تیلاپیا و دیگر ماهیان است. بازمانده‌های یک پستاندار پیش از تاریخ به نام فیل‌سان قارون (موریتریوم) نیز در این منطقه یافته شده‌است.

## پیشینه
مصریان باستان به این دریاچه مِر-وِر می‌گفتند که نام یونانی آن یعنی موریس هم از همین واژه گرفته شده‌است. مر-ور خود به معنی «کانال بزرگ» بود و به پروژه‌ای اشاره داشت که توسط آمنمهات سوم، فرعون مصر، آغاز شده‌بود.
در اواخر دوره مصر باستان به دریاچه قارون، دریای پیوم می‌گفتند که این همان نامی است که امروزه به شکل فَیّوم درآمده و بر کل این منطقه اطلاق دارد.